# Roman's Revenge
Singles de Nicki Minaj
Right Thru Me
(2010) Moment 4 Life
(2010)
Roman's Revenge est une chanson de la chanteuse et rappeuse américaine d'origine trinidadienne Nicki Minaj. En featuring avec le rappeur américain Eminem, il s'agit d'un single promotionnel extrait de son premier album studio intitulé Pink Friday. Le titre sort le 30 octobre 2010 en exclusivité sur l'iTunes Store, afin de promouvoir la sortie prochaine de l'album.
La chanson a provoqué un clash entre Minaj et la rappeuse vétéran Lil' Kim, après que de nombreux critiques aient estimé que les paroles étaient dirigées vers Lil' Kim et ses sentiments par rapport au succès de Minaj. Les deux alter egos de Minaj et Eminem - Roman Zolanski et Slim Shady respectivement - sont utilisés dans la chanson. 

## Classements hebdomadaires
| Classement (2010)                  | Meilleure position |
| ---------------------------------- | ------------------ |
| États-Unis (Hot 100)               | 56                 |
| États-Unis (R&B/Hip-Hop Songs)     | 85                 |
| États-Unis (Hot Rap Songs)         | 23                 |
| Royaume-Uni (UK Singles Chart)     | 125                |
| Royaume-Uni (UK R&B Singles Chart) | 29                 |